# Radical 76
Le radical 76, qui signifie la dette, le manque, ou le bâillement, est un des 35 des 214 radicaux chinois répertoriés dans le dictionnaire de Kangxi composés de quatre traits.
Le caractère Unicode de 欠 est 6B20.

## Caractères avec le radical 76
| nombre de traits          | caractères                    |
| ------------------------- | ----------------------------- |
| Sans trait supplémentaire | 欠                            |
| 2 traits supplémentaires  | 次 欢                         |
| 4 traits supplémentaires  | 欣 欤 欥 欦 欧                |
| 5 traits supplémentaires  | 欨 欪                         |
| 6 traits supplémentaires  | 欫 欬 欭 欮 欯 欰 欱          |
| 7 traits supplémentaires  | 欲 欳 欴 欵 欶 欷 欸          |
| 8 traits supplémentaires  | 欹 欺 欻 欼 欽 款 欿          |
| 9 traits supplémentaires  | 欩 歀 歁 歂 歃 歄 歅 歆 歇 歈 |
| 10 traits supplémentaires | 歊 歋 歌 歍                   |
| 11 traits supplémentaires | 歉 歎 歏 歐 歑 歒 歓          |
| 12 traits supplémentaires | 歔 歕 歖 歗 歘 歙 歚          |
| 13 traits supplémentaires | 歛 歜 歝                      |
| 14 traits supplémentaires | 歞 歟                         |
| 15 traits supplémentaires | 歠                            |
| 18 traits supplémentaires | 歡                            |